# صومعه پروبوتا

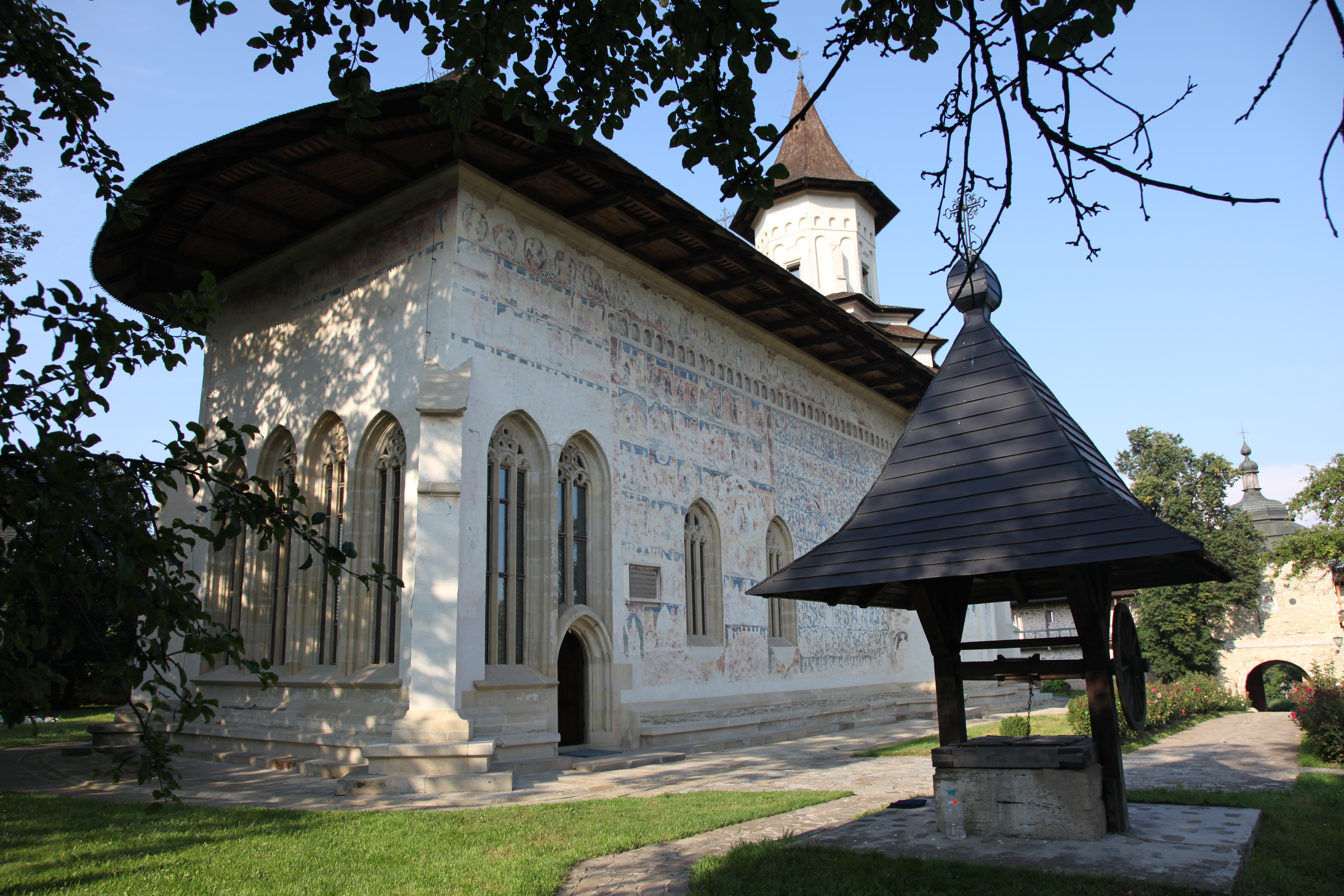
صومعه، که وقف نیکلاس قدیس شده‌است.

صومعه پروبوتا (رومانیایی: Mănăstirea Probota) یک صومعه ارتدکس رومانیایی در روستای پروبوتا، شهر دولهسکه، شهرستان سوچاوا، رومانی است. این صومعه که در سال ۱۵۳۰ ساخته شد، یکی از هشت سازه‌ای است که به عنوان کلیساهای مولداوی ثبت میراث جهانی یونسکو شده‌اند.